# My Boy Lollipop
My Boy Lollipop är en sång skriven vid 1950-talets mitt, och Robert Spencer, Morris Levy och Johnny Roberts anges som låtskrivare. Den spelades ursprungligen in av Barbie Gaye från USA och blev en mindre rhythm & blues-listhit mot slutet av 1956, och låttiteln stavades "My Boy Lollypop" på den ursprungliga 78-varvaren. Men låten blev senare mer känd då Millie Small från Jamaica 1964 fick en hit med den.

## Barbie Gaye
Sången anses ha skrivits av Bobby Spencer från doo-wop-gruppen The Cadillacs, vars manager Johnny Roberts också anges ha samskrivit låten. Den spelades in (som "My Boy Lollypop") 1956 av då 15 år gamla Barbie Gaye. Hennes version, med rytm liknande den i Millie Smalls senare inspelning, blev en mindre hitlåt spelad i radio av Alan Freed, och hon medverkade i Freeds årliga julshow på New York Paramount 1956. Hon inspirerade även sångaren och låtskrivaren Ellie Greenwich att kalla hennes första skiva "Ellie Gaye". Bobby Spencers namn togs senare bort och ersattes av Morris Levy från skivbolaget, som menade att Robert Spencers namn var hans egen pseudonym.

## Millie Small
Chris Blackwell letade efter sånger för Millie Small att spela in. Millie Smalls version spelades in i ska/bluebeat-stil, och blev 1964 hennes genombrottshit i Storbritannien, med topplaceringen #2. Den nådde också placeringen #1 i Republiken Irland och #2 i USA. "My Boy Lollipop" var den första storsäljande skivan för Chris Blackwells jamaicanska skivmärke Island Records. Med mer än sju miljoner sålda exemplar, blev den en av de bäst säljande reggae/ska-hitlåtarna.
Arrangemanget tillskrevs Ernest Ranglin, som också spelar gitarr på inspelningen. Enligt rykten spelade den då inte lika berömda Rod Stewart munspel på inspelningen ; Tvärtemot rykten, är munspelaren dock inte Stewart utan Pete Hogman från Pete Hogman Blues Band och Hoggie & The Sharpetones. Trummor spelades av Jon Hiseman som ersatte Ginger Baker i Graham Bond Organization.
Brittiske reggae-DJ David Rodigan har förklarat att då han såg Millie Small framföra låten i TV-showen Ready Steady Go! som skolpojke blev början på hans intresse för jamaicansk musik.

## Listplaceringar
| Lista (1964)   | Position              |
| -------------- | --------------------- |
| Danmark        | 3 (DR "Top 20")       |
| Finland        | 3                     |
| Frankrike      | 93                    |
| Irland         | 1                     |
| Nederländerna  | 8                     |
| Norge          | 2 (VG-lista)          |
| Storbritannien | 2 (UK Singles Chart)  |
| Sverige        | 1 (Kvällstoppen)      |
| Sverige        | 1 (Tio i topp)        |
| USA            | 2 (Billboard Hot 100) |
| Västtyskland   | 5                     |

## Coverversioner
- Schlagersångaren Heidi Bachert spelade in en coverversion, med samma titel men med text på tyska, som gick in på den västtyska 20-i-topp-listan den 15 augusti 1964 [16], och stannade där i 17 veckor, med topplaceringen #5 [17].
- Jugoslaviska new wave-bandet VIA Talas släppte en coverversion på låten, med text på serbiska som "Lilihip", på blandade artister-samlingen Artistička radna akcija'.
- Aston Reymers Rivaler gjorde (Min tjej) Sockertopp på albumert Kräål 1980.
- En version av Bad Manners, med titeln "My Girl Lollipop", blev 1982 en 40-i-topp-hit i Storbritannien.
- Svenska dansbandet Lotta & Anders Engbergs orkester spelade in en cover på låten med text på svenska av Christer Lundh, som "På min sommaräng" med Lotta Engberg på sång, på albumet Genom vatten och eld 1989.[18] Versionen utkom 2006 även på Lotta Engberg-samlingen Världens bästa Lotta.
- 1998 fanns sången med i Spice Girls'-filmen Spiceworld, där flickorna och två andra tävlingssegrare sjunger med till Millie Smalls version i en båt på Themsen.
- Steven Seagal spelade in en cover på låten på albumet Songs from the Crystal Cave 2005. Ordet "boy" har här bytts ut mot "girl" i texten, och låten kallas där bara Lollipop.
- En cover spelades in av Shivaree.
- The King Blues spelade 2008 in låten på albumet Under the Fog som dolt spår.
- Tyska bandet Die Lollipops har spelat in låten på tyska som Hallo Lollipop.
- Rush Limbaugh använde låten som "Barney Frank Update Theme."
- Låten används i medley för koreografi.
- I maj 2009 meddelades, att den brittiska soulsångaren Amy Winehouse spelat in låten för Island Records 50-årsjubileumsalbum.

### Fotnoter
1. 1 2 3  Millie Small biografi på AMG
2. ↑  "My Boy Lollypop"
3. ↑  Rob Finnis and Tony Rounce, Booklet with CD "You Heard It Here First", Ace Records CDCHD1204, 2008
4. ↑  David Rodigan Biografi på Radio Academys webbplats Arkiverad 27 september 2007 hämtat från the Wayback Machine.
5. ↑  ”Listplacering”. Arkiverad från originalet den 15 mars 2016. https://web.archive.org/web/20160315033640/http://danskehitlister.dk/?hitlist_id=12&y=1964&hitlist_item_id=1053. Läst 11 mars 2021.
6. ↑  ”Listplacering”. http://suomenlistalevyt.blogspot.com/2015/08/mil-moj.html. Läst 8 maj 2021.
7. ↑  ”Listplacering”. http://www.infodisc.fr/Tubes_Artistes_M.php. Läst 8 maj 2021.
8. ↑  ”Listplacering”. http://irishcharts.ie/search/placement?page=1&search_type=title&placement=My+Boy+Lollipop. Läst 8 maj 2021.
9. ↑  ”Listplacering”. https://dutchcharts.nl/showitem.asp?interpret=Millie&titel=My+Boy+Lollipop&cat=s. Läst 8 maj 2021.
10. ↑  ”Listplacering”. https://norwegiancharts.com/showitem.asp?interpret=Millie&titel=My+Boy+Lollipop&cat=s. Läst 8 maj 2021.
11. ↑  ”Millie Chart History” (på engelska). The Official UK Charts Company. https://www.officialcharts.com/artist/11030/millie/. Läst 8 maj 2021.
12. ↑  Hallberg, Eric (1993). Kvällstoppen i P3 (1:a uppl.). ISBN 91-630-2140-4
13. ↑  Hallberg, Eric (1998). Tio i topp - med de utslagna på försök 1961-74 (1:a uppl.). ISBN 91-972712-5-X
14. ↑  ”Listplacering”. https://www.billboard.com/music/millie-small/chart-history. Läst 8 maj 2021.
15. ↑  ”Charts Surfer”. http://www.charts-surfer.de/. Läst 8 maj 2021.
16. ↑  ”Arkiverade kopian”. Arkiverad från originalet den 10 december 2007. https://web.archive.org/web/20071210080851/http://ki.informatik.uni-wuerzburg.de/~topsi/deu1964/deu_150864.html. Läst 17 juli 2016.
17. ↑  . Arkiverad 16 juli 2011 hämtat från the Wayback Machine.
18. ↑  ”Svensk mediedatabas”. http://smdb.kb.se/catalog/id/001479706. Läst 5 juni 2011.